# Ehud Reiter
Ehud Reiter (* 19. September 1960) ist ein britisch-amerikanischer Wissenschaftler auf dem Gebiet der Computerlinguistik und Professor für Informatik an der University of Aberdeen.

## Leben
Reiter studierte Mathematik an der Harvard University und promovierte dort 1990 in Informatik. Im Anschluss arbeitete er unter anderem an der University of Edinburgh und dem University College Cork, bevor er 1995 als Lecturer an die University of Aberdeen ging, wo er inzwischen die Gruppe für Textgenerierung leitet.
2009 gründete Reiter, zusammen mit weiteren Kollegen von der University of Aberdeen, die Firma Data2Text, welche im Jahr 2013 vom börsennotierte Unternehmen Arria NLG erworben wurde. Reiter ist heute als Chief Scientist für Arria NLG tätig.